# Народный поэт Беларуси
Народный поэт Беларуси (бел. Народны паэт Беларусі) — почётное звание, которое присуждается поэтам, создавшим выдающиеся произведения литературы и имеющим большие достижения в развитии белорусской литературы. Введено Указом Президиума Верховного Совета БССР от 27 марта 1956 года. С 1994 года присваивается Президентом Республики Беларусь. Звания Народного поэта Беларуси присуждены Янке Купале и Якубу Коласу согласно постановлениям СНК БССР.

## Народные поэты
| № | Изображение | Поэт (настоящее имя)             | Поэт (настоящее имя)             | Годы жизни                                   | Год присуждения звания | Источник                    |
| № | Изображение | на русском                       | на белорусском                   | Годы жизни                                   | Год присуждения звания | Источник                    |
| - | ----------- | -------------------------------- | -------------------------------- | -------------------------------------------- | ---------------------- | --------------------------- |
| 1 |             | Янка Купала (Иван Луцевич)       | Янка Купала (Іван Луцэвіч)       | 25 июня (7 июля) 1882 — 28 июня 1942         | 1925                   | [ 2 ]                       |
| 2 |             | Якуб Колас (Константин Мицкевич) | Якуб Колас (Канстанцін Міцкевіч) | 22 октября (3 ноября) 1882 — 13 августа 1956 | 1926                   | [ 3 ]                       |
| 3 |             | Петрусь (Пётр) Бровка            | Пятрусь (Пётр) Броўка            | 12 (25) июня 1905 — 24 марта 1980            | 1962                   | [ 4 ]                       |
| 4 |             | Аркадий Кулешов                  | Аркадзь Куляшоў                  | 24 января (6 февраля) 1914 — 4 февраля 1978  | 1968                   | [ 5 ]                       |
| 5 |             | Максим Танк (Евгений Скурко)     | Максім Танк (Яўген Скурко)       | 4 (17) сентября 1912 — 7 августа 1995        | 1968                   | [ 6 ]                       |
| 6 |             | Пимен Панченко                   | Пімен Панчанка                   | 10 (23) августа 1917 — 2 апреля 1995         | 1973                   | [ 7 ]                       |
| 7 |             | Нил Гилевич                      | Ніл Гілевіч                      | 30 сентября 1931 — 29 марта 2016             | 1991                   | [ 8 ] [ 9 ]                 |
| 8 |             | Рыгор Бородулин                  | Рыгор Барадулін                  | 24 февраля 1935 — 2 марта 2014               | 1992                   | [ 10 ] [ 11 ] [ 12 ] [ 13 ] |
| 9 |             | Владимир Каризна                 | Уладзімір Карызна                | род. 25 мая 1938                             | 2024                   | [ 14 ]                      |